# Epichoristodes acerbella
Espèce
Epichoristodes acerbella (tordeuse sud-africaine de l'œillet) est une espèce d'insectes lépidoptères de la famille des Tortricidae, originaire d'Afrique australe.

## Synonymes
Selon Catalogue of Life (9 avril 2015) :
- Epichorista galeata Meyrick, 1921,
- Proselena ionephela Meyrick, 1909,
- Tortrix iocoma Meyrick, 1908.